# Bruce-Sud
Pour les articles homonymes, voir Bruce.
Bruce-Sud fut une circonscription électorale fédérale de l'Ontario, représentée de 1867 à 1882 et de 1904 à 1935.
C'est l'Acte de l'Amérique du Nord britannique de 1867 qui divisa le comté de Bruce en deux districts électoraux, Bruce-Nord et Bruce-Sud. Abolie en 1882, elle fut redistribuée parmi les circonscriptions de Bruce-Est et de Bruce-Ouest.
La circonscription réapparut en 1903, à partir des deux circonscriptions précédentes. De nouveau abolie en 1933, elle fut incorporée dans Bruce.

## Géographie
En 1867, la circonscription de Bruce-Sud comprenait:
- Les cantons de Kincardine, Greenock Brant, Huron, Kinloss, Culross et Carrick
- Le village de Kincardine

En 1903, elle comprenait:
- Le sud du comté de Bruce délimitée par les cantons de Huron, Kinloss, Greenock et Elderslie

## Députés
1867 - 1882
1. 1867-1872 — Francis Hurdon, CON
2. 1872-1878 — Edward Blake, PLC
3. 1878-1882 — Alexander Shaw, L-C

1904 - 1935
1. 1904-1908 — Peter H. McKenzie, PLC
2. 1908-1913 — James J. Donnelly, CON
3. 1913-1921 — Reuben Eldridge Truax, PLC
4. 1921-1925 — John Walter Findlay, PPC
5. 1925-1935 — Walter Allan Hall, PLC

- CON = Parti conservateur du Canada (ancien)
- L-C = Parti libéral-conservateur
- PLC = Parti libéral du Canada
- PPC = Parti progressiste du Canada